# 峰定寺

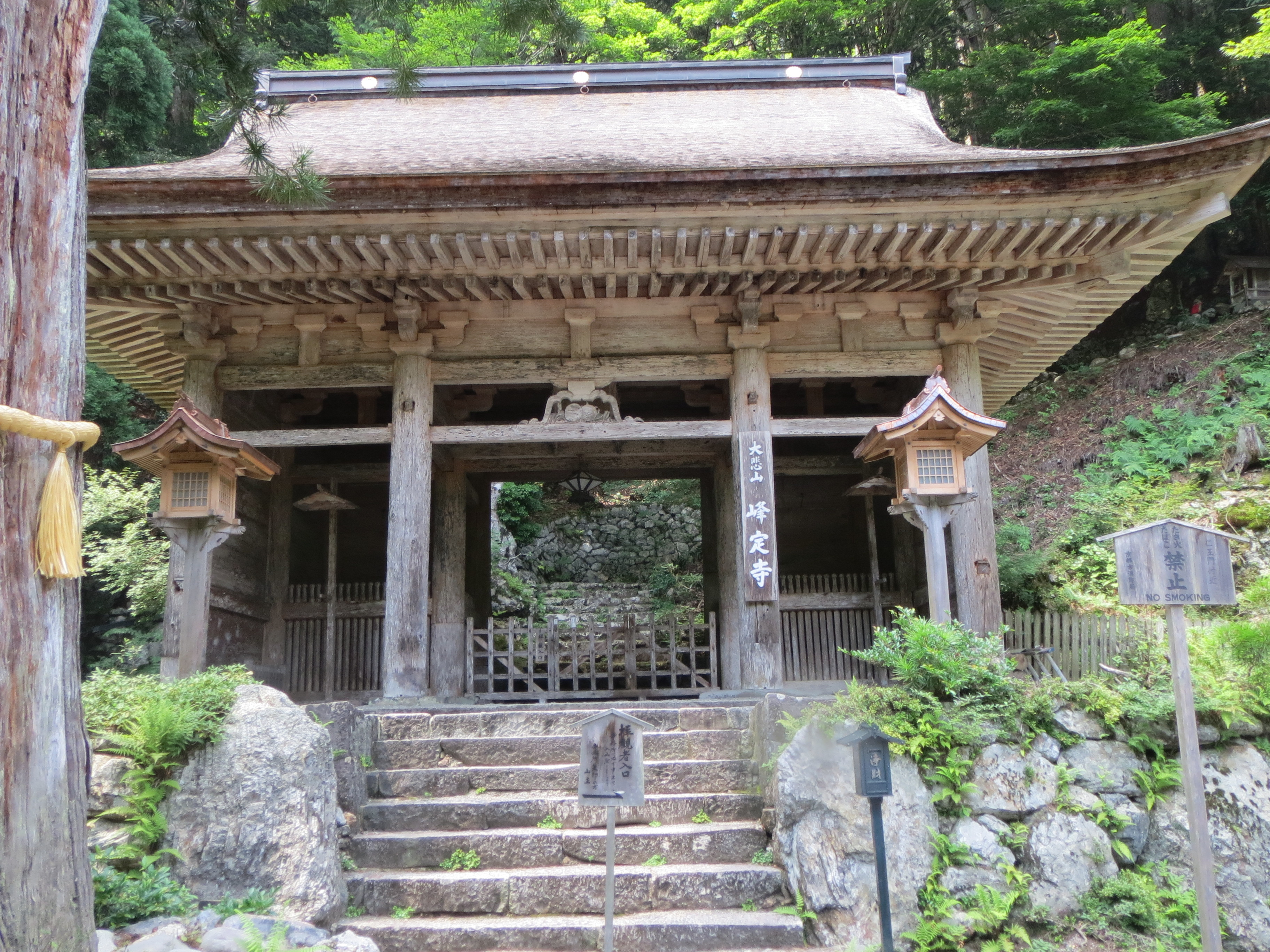
仁王門（これより先の境内は撮影禁止）

峰定寺（ぶじょうじ）は、京都市左京区花背原地町にある本山修験宗の寺院。山号は大悲山。本尊は千手観音。開基は観空西念である。12世紀に開創された修験道系の山岳寺院で、創建時にさかのぼる仏像など、多くの文化財を伝える。

## 概要
峰定寺は、京都市域の北端近くの花背に位置する山寺である。花背地区はもとは愛宕郡花背村で、昭和24年（1949年）に京都市に編入された。京都盆地の北に位置する鞍馬山のさらに北方、花脊峠を越えた先の山間地に花背別所町、花背大布施町などの集落が点在する。
峰定寺は花背地区でももっとも奥の花背原地町に位置する。行政的には京都市左京区に属するとはいえ、京都市の中心部からはバスで約1時間半の距離にある。
府道京都広河原美山線の大悲山口バス停から東へ徒歩約30分、桂川の源流の1つである寺谷川沿いに峰定寺の仁王門が建つ。舞台造の本堂は、仁王門から山道を15分ほど登った先、大悲山（747m）の南中腹に位置する。山号の「大悲」は「（観音の）大いなる慈悲心」の意で、千手観音の別称・大悲観音に由来する。
近くには、樹齢約1000年といわれる杉の大木があり、花脊の三本杉と呼ばれ、神木とされている。

## 歴史
藤原通憲（信西）が記した『大悲山峰定寺縁起』によれば、この寺は平安時代末の久寿元年（1154年）、鳥羽上皇の勅願により観空西念（三滝上人）が創建したもので、鳥羽上皇の念持仏の十一面千手観音像を本尊として安置し、本堂や仁王門の造営には信西と平清盛が当たったという。観空西念は大峯山、熊野などで修行を積んだ修験者であった。大悲山中には「鐘掛岩」「蟻の戸渡り」などと称する行場が点在し、古くから修験者の修行の場であったとされる。修験の行場として著名な大和の大峯山（奈良県吉野郡天川村）に対し、大悲山は「北大峯」とも呼ばれた。
峰定寺に伝わる本尊千手観音坐像と脇侍の不動明王二童子像・毘沙門天像は、小像ながら都風の入念な作で、伝承どおり、峰定寺創建時の作と見なされている。
寺には長寛元年（1163年）の胎内銘をもつ金剛力士像、像内納入品から正治元年（1199年）の作であることがわかる釈迦如来像が伝わる。現存する仁王門は貞和6年（1350年）の再建、本堂も同じ頃の再建と思われ、この頃までは寺勢盛んであったことが伺われるが、以後次第に衰微する。
近世には峰定寺は荒廃していたようだが、延宝4年（1676年）、時の後西上皇の勅により、上皇の皇子である聖護院宮道祐親王が貴船成就院の元快に命じて、伽藍を再興したという。以後、峰定寺は聖護院末の本山修験宗の寺院となった。なお、再興時期については享保年間（1716 - 1736年）とする資料もある。

## 文化財

### 重要文化財
- 本堂 - 貞和6年（1350年）頃。寄棟造、柿（こけら）葺き。京都の清水寺本堂と同様、断崖に迫り出した舞台造（懸造）の仏堂。舞台造建築としては日本最古のものといわれる。
- 供水所 - 本堂と同じ頃建立の小建築。
- 仁王門 - 貞和6年（1350年）入母屋造、柿（こけら）葺き単層の八脚門。
- 木造千手観音坐像 - 峰定寺の本尊。像高31.5cmの小像ながら、都風の入念な作で、本体・台座には繊細な切金文様を施し、光背には透彫の銅板を貼る。寺伝に言う久寿元年（1154年）創建時の作と見なされている。[2]
- 木造不動明王二童子立像・毘沙門天立像 - 本尊千手観音像の脇侍として造立されたもので、本尊同様、久寿元年（1154年）創建時の作と見なされている。中尊を観音、脇侍を不動明王・毘沙門天とする組み合わせは天台系寺院にしばしば見られる。不動明王像・毘沙門天像ともに忿怒の表現は抑制され、平安時代末期風の穏やかな表現になっている。毘沙門天像は玉眼（木像の両目の部分に水晶を用いる技法）の早い例である。
- 木造釈迦如来立像
  - （附:像内納入品）
  - 水晶舎利塔 1基 匣に正治元年十月六日仏舎利奉納の墨書あり
  - 紙本墨書宝篋印陀羅尼経 1巻
  - 紙本墨書解深密教及結縁文 1巻 貞慶筆
  - 紙本墨書梵文陀羅尼 1巻
  - 紙本墨書結縁文（阿弥陀仏祈願、行守祈願、証阿弥陀仏祈願、祈願者不明）4枚
  - 樹葉墨書結縁文 6葉

納入品の銘記から鎌倉時代初期、正治元年（1199年）の作とわかる。像高約50.6cmの小像。波形の衣文などに宋風様式の顕著な作品で、快慶または彼に近い仏師の作と推定されている。像内納入品には水晶舎利塔、経典などのほか、珍しいものとして、結縁文を墨書した樹葉（6葉）がある。
- 木造金剛力士立像 - 長寛元年（1163年）良元作の胎内銘をもつ仁王像で、平安時代在銘の仁王像として稀少な例である。
- 草花文磬（くさばなもん　けい）仁平四年（1154年）銘

木造千手観音坐像、木造不動明王二童子立像・毘沙門天立像、木造釈迦如来立像は長らく奈良国立博物館に寄託されていたが、現在は寺に戻り、収蔵庫に安置されている。収蔵庫は平素は非公開で、例年5月3日前後と11月3日前後の3日間及び9月17日（採燈護摩供という行事のある日）のみ公開される。

## アクセス・拝観

### アクセス
叡山電鉄出町柳駅から京都バス広河原行きで1時間35分、大悲山口バス停下車（1日3往復半。土休日は3往復）。バス停より東へ徒歩30分。

### 拝観
拝観時間:9:00～15:30受付終了。12月から翌3月までは積雪のため閉門。滑りやすい急な自然石の石段を登るため雨天時の入山不可。子供及び20名以上の団体の入山も不可。なお、実際には「大人に連れられた家族と思われる子供」の拝観を断られることはないが、「小グループの子供を大人が引率」している場合は断られる。カメラの山内持ち込み禁止で、拝観受付時に貴重品とハンカチ等以外はすべて受け付け所に預け、受付で借りる袋を首から下げて山門内に入ることになっている。山門から本堂までは400段ほどの石段となっており、登りで15分程度かかる。本堂の裏手には岩場に修験道の行場の鎖がかかっているのも見えるが、参道から外れることは禁止されている。また、借りた袋を受付に返すことにより入山者が無事下山したことの管理を行っているため、受付から45分程度までで下山するよう求められる。